# Marc Texier
Marc Texier foi um ciclista francês que participava em competições de ciclismo de pista. Representou França na prova tandem (2 km) nos Jogos Olímpicos de Verão de 1908.